# Ґаба Павло Михайлович
Павло Михайлович Ґаба (псевдо: «Граб», «Юрко», «Андрій Плеховський», «Ігор Ярецький»; 1913, с. Йосипівка, нині Золочівського району, Львівської області — 10 лютого 1941, м. Львів) — провідник ОУН у Львові.

## Життєпис
Народився у 1913 році в селі Юськовичі (тепер Йосипівка, Золочівського району, Львівської області).
Член ОУН з 1932 року. Неодноразово заарештовувався польською поліцією. З 20 квітня 1938 року перейшов у підпілля у зв'язку із вдалим атентатом на агента польською поліції Яна Бісіняка.
З кінця 1939 до березня 1940 провідник ОУН у Львові. 29 березня 1940 року заарештований агентами НКВС, засуджений на процесі 11-ох 29 жовтня 1940 року до розстрілу.
Страчений 10 лютого 1941 у Львові.